# (931) Whittemora
(931) Whittemora est un astéroïde évoluant dans la ceinture principale, découvert le 19 mars 1920 par l'astronome français François Gonnessiat depuis l'observatoire d'Alger.
Il est nommé en l'honneur de Thomas Whittemore, professeur à l'université Harvard et à l'université Columbia.